# Johannes Weidenbach
Johannes Weidenbach, vollständig: Johannes Georg Traugott Weidenbach (* 29. November 1847 in Berlin; † 28. Juni 1902 in Leipzig) war ein deutscher Pianist und Hochschullehrer.

## Leben
Johannes Weidenbach war ein Sohn des Lehrers Georg Gustav Weidenbach (1813–) und seiner Frau Emilie Therese, geb. Schweitzer. Der Architekt Georg Weidenbach war sein jüngerer Bruder. Er wuchs in Dresden auf und besuchte die Kreuzschule. 
Von 1869 bis 1871 studierte er am Konservatorium in Leipzig, der heutigen Hochschule für Musik und Theater „Felix Mendelssohn Bartholdy“ Leipzig. Seit 1873 unterrichtete er hier Klavierspiel. 